# Soweto Gospel Choir
Pour les articles homonymes, voir Gospel (homonymie).
Le Soweto Gospel Choir  est un groupe de gospel sud-africain, qui s'est vu décerner le Grammy Award du meilleur album traditionnel de musique du monde à trois reprises, en 2007, en 2008 et à nouveau en 2019.

## Historique
Le Soweto Gospel Choir a été fondé en 2002 à Soweto, en Afrique du Sud, par David Mulovhedzi et Beverly Bryer, deux directeurs de chorale. Plus de 30 membres constituent cet ensemble, qui combine, dans les morceaux interprétés, des éléments de musique africaine, de gospel, de negro spirituals, de reggae et de musique populaire américaine. Les textes sont dans différentes langues sud-africaines, y compris le zoulou, le xhosa et même l’afrikaans, ou en anglais,. 
Le groupe a participé au premier des concerts 46664 pour Nelson Mandela, en novembre 2003, et a effectué plusieurs tournées internationales. Le 7 juillet 2007, ils se sont produits à l'étape sud-africaine de Live Earth, un concert donné simultanément dans plusieurs pays le samedi 7 juillet 2007 pour sensibiliser la population à propos du réchauffement climatique. En 2007 toujours, ils contribué à un album de Robert Plant en intervenant à ses côtés sur Goin' Home: A Tribute to Fats Domino (Vanguard Records), avec notamment une version du titre de Domino Valley of Tears. Le groupe a aussi participé à une chanson de Peter Gabriel/Thomas Newman, Down to Earth, écrit pour le film Pixar de 2008 WALL-E. La chanson a été nommée pour le Golden Globe Award de la meilleure chanson originale lors de la 66e cérémonie des Golden Globe et pour l'Oscar de la meilleure chanson originale lors de la 81e cérémonie des Oscars.
Le groupe a participé au tirage au sort de la finale de la  Coupe du Monde FIFA 2010 le 4 décembre 2009, au Cap, en Afrique du Sud.
En 2010, la chanson Baba Yetu du compositeur Christopher Tin, qui mettait en vedette le groupe, a remporté le Grammy Award pour le meilleur arrangement instrumental accompagnant un chanteur. La chanson a d'abord été conçu pour un jeu vidéo de Firaxis Games de 2005, Civilization IV, mais Tin a demandé au Soweto Gospel Choir de réenregistrer la chanson pour l'inclure dans son premier album, Calling All Dawns, ce qui lui a valu la nomination et la récompense. C'était la première fois qu'une composition de jeu vidéo gagnait ou était nommée dans cette catégorie. 
Leurs albums Blessed, African Spirit et Freedom se sont vus respectivement décerner le Grammy Award du meilleur album traditionnel de musique du monde en 2007, 2008 et 2019.

## Discographie
- Voices from Heaven (Shanachie Records, 2005)
- Blessed (Shanachie, 2006)
- African Spirit (Shanachie, 2007)
- Grace (Shanachie, 2010)
- Freedom (Shanachie, 2018)

### Contributions avecChristopher Tin
- Calling All Dawns (2009)[7]
- The Drop That Contained the Sea (2014)[8]

### Autres contributions
- Goin' Home: A Tribute to Fats Domino (Vanguard Records, 2007)[9]